# Otto Rinas
Otto Rinas (* 16. Oktober 1925 in Deutsch Wiontschemin an der Weichsel; † 11. Mai 2011) war ein deutscher Wirtschaftswissenschaftler. Seine Flucht aus einem sibirischen Kriegsgefangenenlager nach dem Zweiten Weltkrieg gilt als die einzige Flucht eines deutschen Soldaten aus Sibirien, die dokumentiert ist.

## Leben
Rinas wurde 1925 in Deutsch Wiontschemin an der Weichsel, heute Polen, geboren. Er lernte dort auch slawische Sprachen, darunter Polnisch. Im Alter von 17 Jahren wurde er nach dem Kriegsabitur zur Panzertruppe der deutschen Wehrmacht eingezogen. Im Januar 1945 kam er als Fahnenjunker zum Fronteinsatz nach Ostpreußen. Er geriet in Kriegsgefangenschaft. Mit dem Zug wurden er und andere Gefangene in ein Lager in den Wälden Sibiriens gebracht. Als die Polen, Litauer und andere sich melden sollten, um repatriiert zu werden, gab sich Rinas als Pole aus. Im Januar 1946 gelangte er nach Stettin. Rinas erreichte am 27. Januar 1946 Berlin und ging später nach Köln, wo er Wirtschaftswissenschaften studierte und promovierte. Er lebte ab 1956 in Willich.
Rinas veröffentlichte 2002 einen an seine eigene Biografie angelehnten Roman. Er gehörte zu den Gesprächspartnern in der ZDF-Serie Die Gefangenen.

## Werke
- Von Sibirien bis zur Spree. Triga, der Verlag. 4. Auflage. Gelnhausen 2008. ISBN 9783897745933